# Rudnica (Tutin)
Rudnica (Servisch cyrillisch Рудница) is een plaats in de Servische gemeente Tutin. De plaats telt 74 inwoners (2002).